# Косьцелець (Кольський повіт)
Косьцелець (пол. Kościelec, нім. Kirchdorf) — село в Польщі, у гміні Костелець Кольського повіту Великопольського воєводства.
Населення — 1013 осіб (2011).
У 1975-1998 роках село належало до Конінського воєводства.

## Демографія
Демографічна структура станом на 31 березня 2011 року:
|          | Загалом | Допрацездатний вік | Працездатний вік | Постпрацездатний вік |
| -------- | ------- | ------------------ | ---------------- | -------------------- |
| Чоловіки | 520     | 112                | 373              | 35                   |
| Жінки    | 493     | 105                | 310              | 78                   |
| Разом    | 1013    | 217                | 683              | 113                  |